# Encantado d'Oeste
Encantado d'Oeste é um distrito do município brasileiro de Assis Chateaubriand, no estado do Paraná.